# Pseudostomella triancra
Pseudostomella triancra is een buikharige uit de familie Thaumastodermatidae. Het dier komt uit het geslacht Pseudostomella. Pseudostomella triancra werd in 2008 voor het eerst wetenschappelijk beschreven door Hummon. 